# Кеваскум (Вісконсин)
Кеваскум (англ. Kewaskum) — селище (англ. village) в США, в округах Вашингтон і Фон-дю-Лак штату Вісконсин. Населення — 4309 осіб (2020).

## Географія
Кеваскум розташований за координатами 43°31′3″ пн. ш. 88°13′51″ зх. д. / 43.51750° пн. ш. 88.23083° зх. д. (43.517555, -88.230827).  За даними Бюро перепису населення США в 2010 році селище мало площу 6,33 км², уся площа — суходіл.

## Демографія
Згідно з переписом 2010 року, у селищі мешкали 4004 особи в 1581 домогосподарстві у складі 1148 родин. Густота населення становила 632 особи/км².  Було 1698 помешкань (268/км²).
Расовий склад населення:
| - 96,0 % — білих - 0,5 % — чорних або афроамериканців - 0,5 % — азіатів - 0,3 % — корінних американців - 1,2 % — осіб інших рас |

До двох чи більше рас належало 1,3 %. Частка іспаномовних становила 2,9 % від усіх жителів.
За віковим діапазоном населення розподілялося таким чином: 25,4 % — особи молодші 18 років, 61,9 % — особи у віці 18—64 років, 12,7 % — особи у віці 65 років та старші. Медіана віку мешканця становила 36,8 року. На 100 осіб жіночої статі у селищі припадало 95,9 чоловіків;  на 100 жінок у віці від 18 років та старших — 95,1 чоловіків також старших 18 років.
Середній дохід на одне домашнє господарство  становив 80 018 доларів США (медіана — 63 000), а середній дохід на одну сім'ю — 72 614 долари (медіана — 65 625). Медіана доходів становила 52 806 доларів для чоловіків та 42 365 доларів для жінок. За межею бідності перебувало 7,2 % осіб, у тому числі 7,7 % дітей у віці до 18 років та 4,5 % осіб у віці 65 років та старших.
Цивільне працевлаштоване населення становило 2208 осіб. Основні галузі зайнятості: освіта, охорона здоров'я та соціальна допомога — 21,6 %, виробництво — 20,7 %, роздрібна торгівля — 13,9 %, мистецтво, розваги та відпочинок — 8,9 %.